# Olanzapine
Olanzapine, được bán dưới tên thương mại Zyprexa và các nhãn khác, là một thuốc chống loạn thần không điển hình chủ yếu được sử dụng để điều trị tâm thần phân liệt và rối loạn lưỡng cực. Đối với bệnh tâm thần phân liệt, nó có thể được sử dụng cho cả bệnh khởi phát mới và duy trì lâu dài. Nó được uống bằng miệng hoặc tiêm cơ bắp.
Tác dụng phụ thường gặp bao gồm tăng cân, rối loạn vận động, chóng mặt, cảm thấy mệt mỏi, táo bón và khô miệng. Các tác dụng phụ khác bao gồm huyết áp thấp khi đứng, phản ứng dị ứng, hội chứng ác tính thần kinh, đường huyết cao, co giật, gynecomastia, rối loạn cương dương và rối loạn vận động muộn. Ở người già bị chứng mất trí, việc sử dụng nó làm tăng nguy cơ tử vong. Sử dụng trong nửa sau của thai kỳ có thể dẫn đến rối loạn vận động ở em bé trong một thời gian sau khi sinh. Mặc dù cách thức hoạt động của nó không hoàn toàn rõ ràng, nhưng nó chặn các thụ thể dopamine và serotonin. Nó được phân loại là một thuốc chống loạn thần không điển hình.
Olanzapine được cấp bằng sáng chế vào năm 1971 và được chấp thuận cho sử dụng y tế tại Hoa Kỳ vào năm 1996. Nó có sẵn như là một loại thuốc gốc. Tại Hoa Kỳ, chi phí bán buôn thấp hơn 0,25  đô la Mỹ mỗi liều vào năm 2018. Trong năm 2016, nó đã được kê toa hơn 2 triệu lần tại Hoa Kỳ.

## Sử dụng trong y tế

### Tâm thần phân liệt
Phương pháp điều trị tâm thần đầu tiên cho bệnh tâm thần phân liệt là thuốc chống loạn thần; với olanzapine là một loại thuốc như vậy. Olanzapine dường như có hiệu quả trong việc giảm các triệu chứng của bệnh tâm thần phân liệt, điều trị các đợt cấp tính nặng và điều trị tâm thần phân liệt khởi phát sớm. Tuy nhiên, tính hữu ích của điều trị duy trì rất khó xác định vì hơn một nửa số người trong các thử nghiệm đã bỏ thuốc trước ngày hoàn thành sáu tuần. Điều trị bằng olanzapine (như clozapine) có thể dẫn đến tăng cân và tăng mức glucose và cholesterol khi so sánh với hầu hết các thuốc chống loạn thần thế hệ thứ hai khác được sử dụng để điều trị tâm thần phân liệt.